# 月鲁达某
月鲁达某，蒙古帝国将领，阿速人。
月鲁达某本来出自阿速，即高加索山脉北麓居住的奥塞梯人。蒙哥大汗在位时，他率领阿速族十人晋见蒙哥，蒙哥让他充任阿塔赤。随从忽必烈攻打云南哈剌章（即乌蛮），戰數勝，兀良合台将他的功劳上报，賜所俘之人一口賞给他，後来金瘡發作而死。

## 家族
- 月鲁达某
  - 子：失剌拔都兒
    - 孙：那海产